# Alistair MacLeans Nattvakten
Alistair MacLeans Nattvakten (Alistair MacLean's Night Watch) är en detektivroman av Alastair MacNeill från 1989, baserad på en idé av Alistair Maclean. 1995 släpptes en TV-film baserad på boken, med Pierce Brosnan i huvudrollen.

## Handlingen
Rembrandts berömda tavla Nattvakten stjäls och en specialstyrka från UNACO skickas ut för att återfinna den.